# Mother's Little Helper
«Mother's Little Helper» —en español: «El pequeño ayudante de mamá»— es una canción de la banda de rock The Rolling Stones. Escrita por Mick Jagger y Keith Richards, apareció por primera vez en la versión británica del álbum Aftermath de 1966.
Fue lanzada como sencillo el 2 de julio de 1966 en los Estados Unidos y alcanzó el puesto # 8 en el Billboard Hot 100. El lado B «Lady Jane» alcanzó el puesto # 24. La canción trata sobre la repentina popularidad de los ansiolíticos recetados entre las amas de casa y los peligros potenciales de la sobredosis o la adicción. El fármaco en cuestión suponer ser una variante de meprobamate o diazepam (Valium).

## Composición y grabación
La canción está basada en acordes folk y un riff con toques orientales. El singular sonido fue logrado por Brian Jones, quien hace slide con una Vox Mando Guitar de 12 cuerdas y toca la tanpura, siendo una de las primeras canciones de rock (junto con «Norwegian Wood (This Bird Has Flown)» de The Beatles) donde aparece este instrumento. Richards también recuerda el final de la canción que es la idea de Bill Wyman.
Las sesiones de grabación del tema se extendieron del 3 al 8 de diciembre de 1965 en los RCA Studios, en Hollywood. Estrenado en el Reino Unido en el álbum Aftermath el 15 de abril de 1966. Posteriormente lanzado como sencillo en los Estados Unidos el 2 de julio de 1966.

## En directo
La canción se tocó en directo en las giras que el grupo dio durante 1966, año en que fue publicada. Después, nunca más volvió a ser interpretada en directo.

## Personal
Acreditados:
- Mick Jagger: voz, percusión
- Keith Richards: guitarra acústica, coros
- Brian Jones: Vox Phantom
- Bill Wyman: bajo
- Charlie Watts: batería

## Posicionamiento en las listas
| Listas (1966)                              | Mejor posición |
| ------------------------------------------ | -------------- |
| Alemania (Offizielle Deutsche Charts)      | 8              |
| Bélgica (Valonia) (Ultratop 50)            | 5              |
| Canadá (RPM Top Singles)                   | 14             |
| Estados Unidos (Billboard Hot 100)         | 8              |
| Estados Unidos (Cash Box Top 100 Singles)  | 4              |
| Estados Unidos (Record World 100 Top Pops) | 4              |
| Países Bajos (Dutch Top 40)                | 7              |
| Países Bajos (Mega Single Top 100)         | 5              |

## Versiones de otros artistas
- Los Ovnis (banda mexicana de los años 60) hizo una versión titulada «Pequeña Ayuda de Mamá» en 1966.
- Para 1968, la banda chilena Beat 4 hizo una versión de esta canción llamada «Solo para Jóvenes», incluido en el EP Juegos Prohibidos.
- La banda de punk rock Mad Parade de Los Ángeles, California, versionó la canción en su EP Right Is Right, lanzado en 1986.
- Mary Coughlan cubrió la canción en su álbum de Uncertain Pleasures 1990.
- A lo largo de los años la canción ha sido grabada por muchos artistas notables, incluyendo a Gene Latter, Tesla en su álbum acústico en vivo de 1990 Five Man Acoustical Jam, Liz Phair para la banda sonora de la serie de televisión Desperate Housewives y Sum 41 en su presentación acústica en Sessions@AOL Sessions Under Cover en 2007.
- La banda The Go-Go's realizó su versión de la canción en su gira Ladies Gone Wild en 2011.

## En la cultura popular
El episodio de Los Simpson llamado Brother's Little Helper es una parodia al título de esta canción. En aquel episodio Bart Simpson recibe Ritalin, haciendo otra referencia a «Mother's Little Helper», ya que la canción habla del uso de drogas.